# 慧居寺
慧居寺（けいきょじ）は、中華人民共和国安徽省池州市青陽県九華山にある仏教寺院。

## 歴史
慧居寺は、清代の創建の仏教寺院である。当時は慧慶庵と称した。
1938年に住職の普明は寺院を再建した。再建後に「慧居禅寺」に改名した。日中戦争のとき、仏寺は青陽県中学校の教室として使われた。
1981年、安徽省人民政府は仏寺を安徽省文物保護単位に認定した。1982年より、地元政府は寺院を修復する。翌年、中華人民共和国国務院は仏寺を漢族地区仏教全国重点寺院に認定した。1986年、悟禅に寺衆の推戴を受けて住持となった。悟禅は山門・韋駄殿・祖師殿・蔵経閣を建立する。

## 伽藍
山門、天王殿、鐘楼、鼓楼、大雄宝殿、祖師殿、蔵経閣、法堂